# Taki Parwa
Taki Parwa es una de las primeras entregas poéticas del escritor y poeta peruano Andrés Alencastre Gutiérrez conocido como Kilku Warak’a, publicada en 1952. La obra destaca porque pudo romper los anaqueles del discurso anacrónico y retórico de la época.Es un poemario en idioma quechua cusqueño que cuenta con 30 poemas en su interior, con un reflejo espiritual, donde se honra el amor.
De acuerdo al autor, la razón de haber sido escrito este poemario íntegramente en quechua es para demostrar que el runasimi de los incas es suficientemente amplio como idioma para poder expresar los matices más sutiles del pensamiento y sentimiento humanos. Según Alencastre, «los versos escritos en quechua no tienen traducción al castellano a fin de que cada lector le dé una interpretación de acuerdo a su sensibilidad y sentir sin encerrarse en un molde único impuesto». La escritura que se ha usado es fonética, o sea que compendia en las letras y signos del texto los sonidos propios del quechua. Es una muestra de la oralidad quechua, como de la tradición oral andina. El poemario es parte de la literatura quechua, que hoy en día se puede encontrar traducido al castellano por el poeta cusqueño Odi Gonzales en una edición de la Municipalidad de Cusco, que rescata la esencia del poemario, no siendo tan literal al traducirlo, respetando el sentimiento que el autor busca expresar, también teniendo comentarios sobre el poemario y el autor.
En el Instituto Americano de Arte del Cusco se puede encontrar la edición de Taki Parwa impresa el 27 de enero de 1955 en los talleres gráficos de la Imprenta Garcilaso en el idioma quechua, cuyos grabados son con la colaboración del artista nacional Mariano Fuentes Libra, director de la Escuela de Bellas Artes. 